# José Rolón
José Rolón Alcaraz (* 22. Juni 1876 in Zapotlán, Jalisco; † 3. Februar 1945 in Mexiko-Stadt) war ein mexikanischer Komponist.
Rolón war von 1903 bis 1907 Klavierschüler von Moritz Moszkowski in Paris. Nach seiner Rückkehr nach Mexiko gründete er in Guadalajara eine Musikschule und das Sinfonieorchester. Von 1927 bis 1929 war er Kompositionsschüler von Nadia Boulanger und Paul Dukas. 1930 wurde er Lehrer für Harmonielehre, Kontrapunkt und Komposition am Conservatorio Nacional de Música. 
Neben einer Sinfonie, zwei sinfonischen Dichtungen, zwei Ouvertüren und einem Klavierkonzert komponierte er vor allem Werke für Klavier und Lieder.

## Werke
- El festín de los enanos, Sinfonisches Scherzo (1925)
- Zapotlán, 1895, sinfonische Suite (1929)
- Konzert für Klavier und Orchester (1935)
- Obertura Sinfónica
- Obertura de Concierto (1920)
- Sinfonie e-Moll (1923)
- Cuauhtemoc, episches Poem für Chor und Orchester (1929)
- Danzas jaliciences für Klavier
- Suite all' antica